# Geely GX9
Geely GX9 — среднеразмерный кроссовер, выпускавшийся компанией Geely Automobile с 2014 по 2017 год. Вытеснен с конвейера моделью Geely Okavango.

## Описание
Автомобиль Geely GX9 являлся первым семиместным кроссовером компании Geely Automobile. Концепт-кар автомобиля был представлен в 2009 году под названием Emgrand EX8.
Серийно автомобиль выпускался с 2014 года. На рынке продавался под названием Haoqing GX9. Цены варьировались от 100000 до 150000 юаней. Конкурентом модели являлся Peugeot 4007.
В Россию модель официально не поставлялась.

## Технические характеристики
Автомобиль Geely GX9 оснащался бензиновым двигателем внутреннего сгорания объёмом 2,4 литра, мощностью 162 л. с. и крутящим моментом 210 Н*м. Двигатель сочетался в паре с механической, пятиступенчатой или же с автоматической, шестиступенчатой трансмиссией.

## Галерея

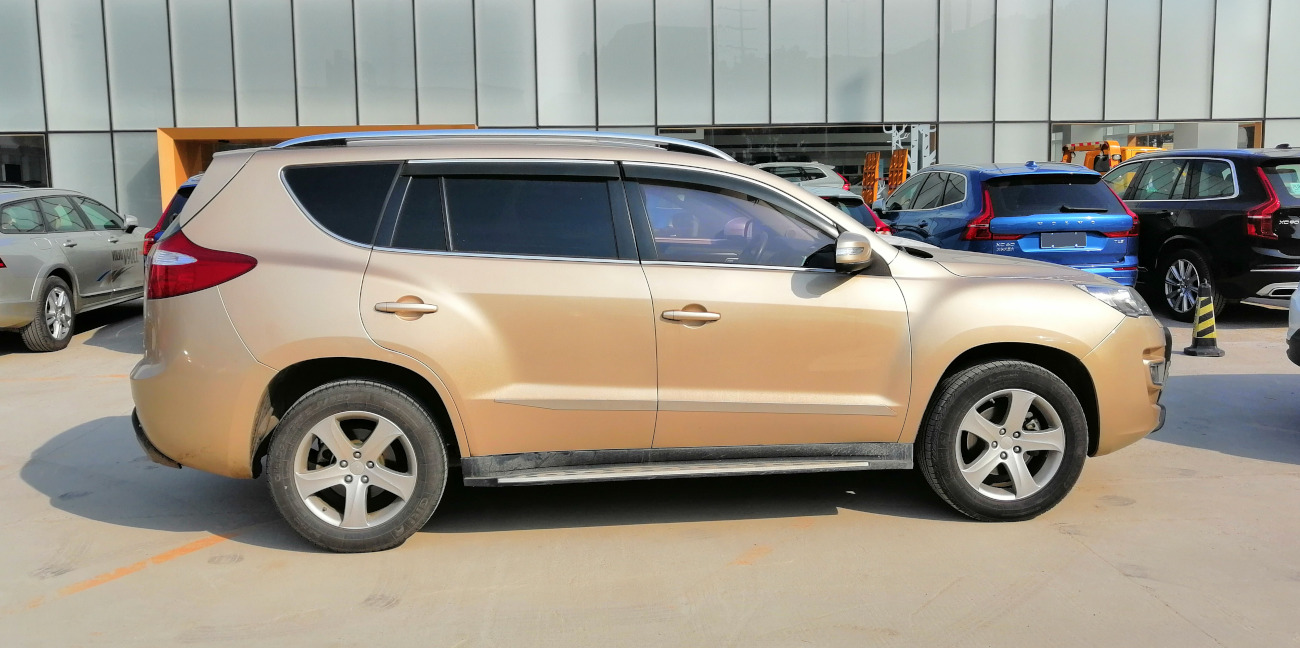
Вид сбоку
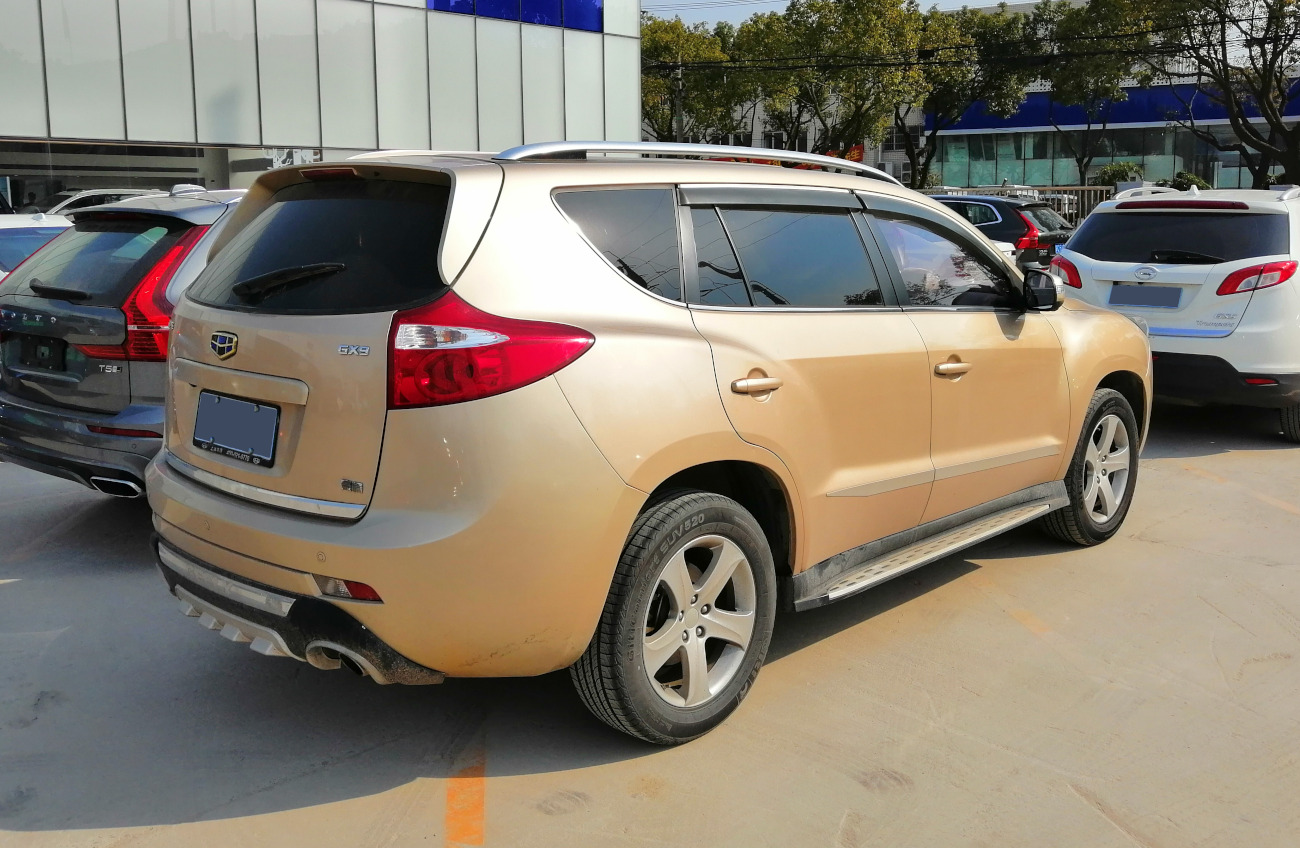
Вид сзади